# زمین‌لرزه فیلیپین
زمین‌لرزه فیلیپین ممکن است به یکی از موارد زیر اشاره داشته باشد:
- زمین‌لرزه ۱۹۶۸ فیلیپین
- زمین‌لرزه ۱۹۹۹ فیلیپین
- زمین‌لرزه ۱۹۲۱ فیلیپین
- زمین‌لرزه ۱۹۹۰ فیلیپین
- زمین‌لرزه ۲۰۱۳ فیلیپین
- زمین‌لرزه ۱۹۱۸ فیلیپین
- زمین‌لرزه ۱۹۸۹ فیلیپین
- زمین‌لرزه ۱۹۷۶ فیلیپین
- زمین‌لرزه ۱۹۸۳ فیلیپین
- زمین‌لرزه ۱۹۷۳ فیلیپین
- زمین‌لرزه ۱۹۷۷ فیلیپین
- زمین‌لرزه ۱۹۲۸ فیلیپین
- زمین‌لرزه ۱۹۵۴ فیلیپین
- زمین‌لرزه ۱۹۳۷ فیلیپین
- زمین‌لرزه ۱۹۴۸ فیلیپین
- زمین‌لرزه ۱۹۴۹ فیلیپین
- زمین‌لرزه ۱۹۷۵ فیلیپین
- زمین‌لرزه ۱۹۵۵ فیلیپین
- زمین‌لرزه ۲۰۰۵ فیلیپین
- زمین‌لرزه ۲۰۰۲ فیلیپین
- زمین‌لرزه ۲۰۱۲ فیلیپین
- زمین‌لرزه ۱۹۷۰ فیلیپین